# Hadelner Deich- und Gewässerverband

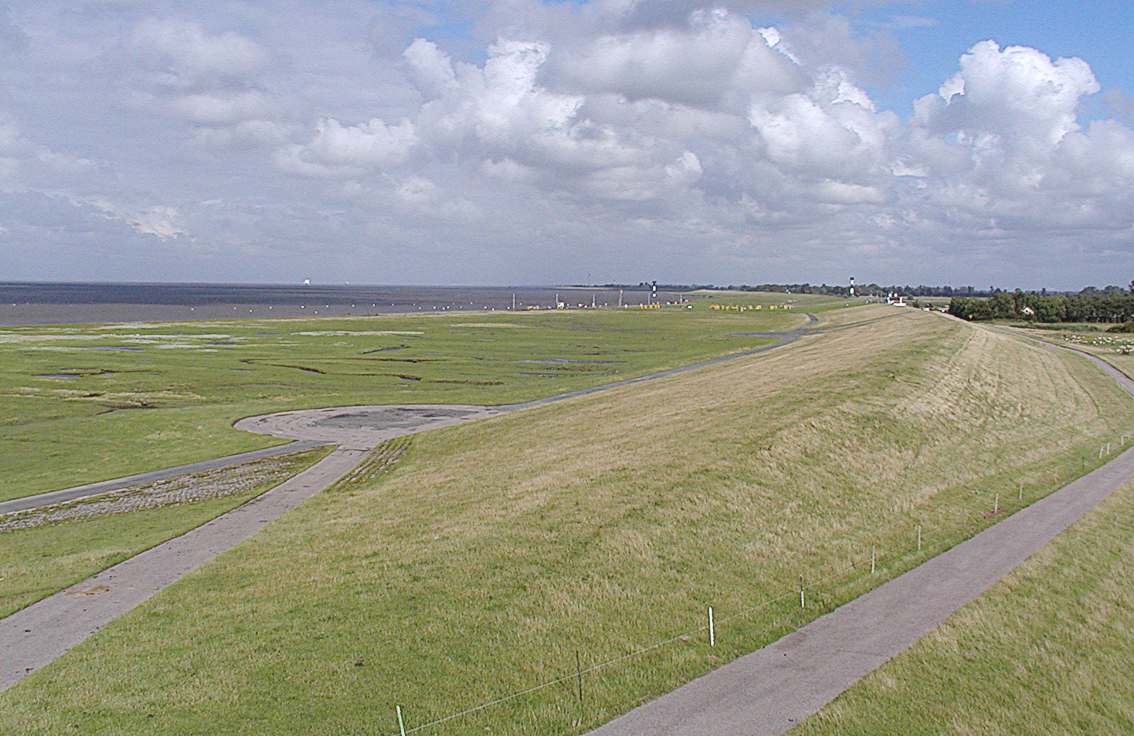
Elbedeich bei Altenbruch

Der Hadelner Deich- und Gewässerverband (HDG) ist ein 2022 gegründeter Deich- und Unterhaltungsverband mit Sitz in Otterndorf.

## Geschichte
Der Verband entstand zum 1. Januar 2022 durch den Zusammenschluss der Wasser- und Bodenverbände Hadelner Deich- und Uferbauverein, Unterhaltungsverband Nr. 21 Hadeln, Cuxhavener Entwässerungsverband, Grodener Schleusenverband, Medemverband und Wasser- und Landschaftspflegeverband Bederkesa. Der Hadelner Deich- und Uferbauverein als Deichverband wurde 1935 gegründet.

## Verbandsgebiet
Der Deichverband ist für ein rund 42.000 Hektar großes Gebiet im Norden des Landkreises Cuxhaven zuständig, welches alle im Schutz des linken Elbedeichs gelegenen Grundstücke bis zu einer Höhe von NN +6 m inklusive der innerhalb dieses Gebietes liegenden höheren Bodenerhebungen umfasst. Die Höhenmarke von NN +6,00 m besteht seit dem Jahr 2000. Davor lag sie bei NN +3,50 m, so dass das Verbandsgebiet wesentlich kleiner war.
Die Hauptdeichlinie im Zuständigkeitsbereich des Deichverbandes ist 15,4 Kilometer lang. Sie erstreckt sich am linken Ufer der Elbe vom Sielbauwerk der Baumrönne im Cuxhavener Stadtteil Groden bis zum Radarturm in Belum an der Grenze zwischen Otterndorf und der Gemeinde Belum.
Das Verbandsgebiet des Hadelner Deich- und Uferbauverbandes grenzt im Norden an das Verbandsgebiet des Cuxhavener Deichverbandes und im Osten an das Verbandsgebiet des Ostedeichverbandes sowie am Schifffahrtsweg Elbe-Weser südlich von Bad Bederkesa an das Verbandsgebiet des Deichverbandes Osterstader Marsch.

## Aufgaben
Der Deichverband hat die Aufgabe, Grundstücke im Verbandsgebiet vor Sturmfluten und Hochwasser zu schützen. Dazu unterhält er die im Verbandsgebiet liegenden Hauptdeiche.

## Vereinsstruktur
Der Verband wird von einem Ausschuss vertreten, der von den Verbandsmitgliedern gewählt wird. Der Ausschuss besteht aus 32 ehrenamtlichen Mitgliedern. Er wählt seinerseits einen Vorstand, der mit sieben Verbandsmitgliedern besetzt ist. Für jedes Ausschuss- und jedes Vorstandsmitglied wird auch ein persönlicher Vertreter gewählt.
Mitglieder des Verbandes sind alle Grundeigentümer und Erbbauberechtigten der im Verbandsgebiet gelegenen Grundstücke.

## Sonstiges
In Otterndorf befindet sich auf dem Deich ein etwa zwei Kilometer langer Deicherlebnispfad mit acht Informationsstationen.